# Santa Maria Assunta (Molfetta)
A Santa Maria Assunta (jelentése Mária mennybemenetele) Molfetta városának katedrálisa, a Molfetta-Ruvo-Giovinazzo-Terlizzi egyházmegye püspökének székhelye.

## Története
A templom építését 1610-ben kezdték el a városban megtelepedő jezsuiták. A Loyolai Szent Ignác tiszteletére épült templom 1744-re készült el. 1767-ben, a jezsuita rend felszámolását követően bezárták. 1785-ben nyitották meg ismét, jelentősen átépítve és kibővítve. Ekkor vált székesegyházzá, azaz ekkor költözött át ide a püspök az óvárosbeli San Corrado dómból. Innen származik a duomo nuovo, azaz új dóm megnevezése. A város védőszentjének, bajorországi Szent Konrádnak az ereklyéit is áthelyezték ide.

## Leírása
A barokk stílusú templom legjelentősebb műalkotásai Giuseppe Maria Giovene síremléke, valamint Corrado Giaquinto Mária mennybemenetelét ábrázoló festménye. A boltozat freskóit Michele Romano festette 1887-ben.